# كاراكو (أوربي)
كاراكو هو قطعة من الملابس النسائية من القرن الثامن عشر. وهي سترة، تتميز بشكل خاص بأكمامها اللاصقة الطويلة، بحجمها الصغير (على عكس حجم الفساتين الفرنسية بطيات واتو أو ثقل الفساتين مع بانييه) ووجود الباسك بأطول أو أقصر طولًا. كان عصريًا من منتصف القرن إلى أوائل القرن التاسع عشر.

## الوصف
كان الكاراكو بطول الفخذ ومفتوح في الأمام، مع ضيق ثلاثة أرباع أو أكمام طويلة. مثل فساتين تلك الفترة، يمكن تثبيت الجزء الخلفي من الكاراكو على الخصر أو يمكن أن يتدلى في الطيات من الكتف في نمط كيس الظهر . كان الكاراكو مصنوع بشكل عام من الكتان أو القطن المطبوع.

## التاريخ
ظهر الكاراكو كموضة غير رسمية في فرنسا في ستينيات القرن التاسع عشر،
كان الكاراكو في كثير من الأحيان بسيطًا للغاية، حيث كانت زخرفته الرئيسية هي النسيج المستخدم (كانت أقمشة تويلي دي جوي مستخدمة كثيرًا، ولكن أيضًا استخدم الديباج).
استنادا إلى سترات الطبقة العاملة. كان يُلبس مع تنورة، و إن كان مفتوحًا من المقدمة، فإن المعدة أو الزخرفة تبقى. الكاراكو الإنجليزي غير مفتوح بشكل عام من المقدمة. كان ثوبًا مشابهًا بواجهة ملفوفة، يُطلق عليه باللغة الإنجليزية البيدغاون أو الثوب القصير، هو زي المرأة العاملة القياسي في أواخر القرن الثامن عشر.
منذ القرن التاسع عشر تعين كلمة «كاراكو» قطعة من الملابس الداخلية بلا أكمام، قمة قصيرة مستقيمة مع أحزمة رفيعة، تلبس قليلاً على الصدر، وأحيانًا مع بنطلون مطابق. في السبعينيات، أعادت أزياء الهيبيز هذه الملابس القديمة إلى الموضة، جاعلةً منها ملابس خارجية. منذ تسعينات القرن الماضي، أصبح الكاراكو قطعة تلبس كل من فوق وتحت.

## معرض الصور

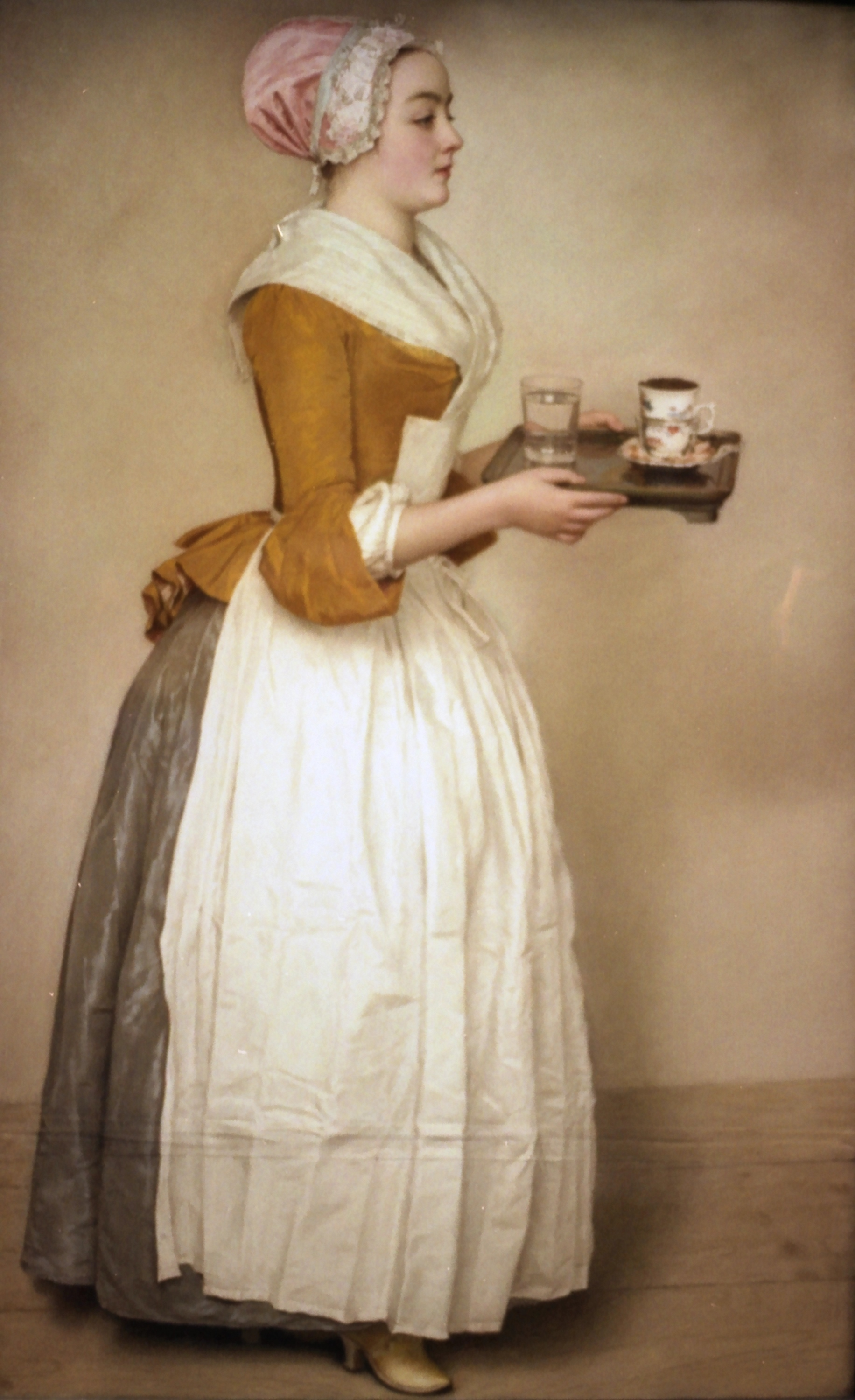
فتاة الشوكولاتة ، 1743-1745 ، ترتدي سترة مُجهزة ، وثوب نسائي ، ومئزر.
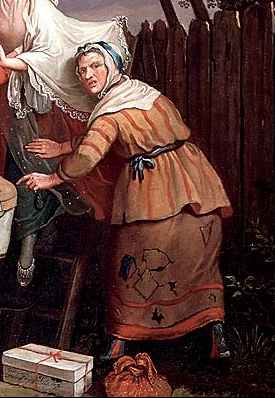
ثوب النوم وثوب نسائي للمرأة العاملة ، 1764.
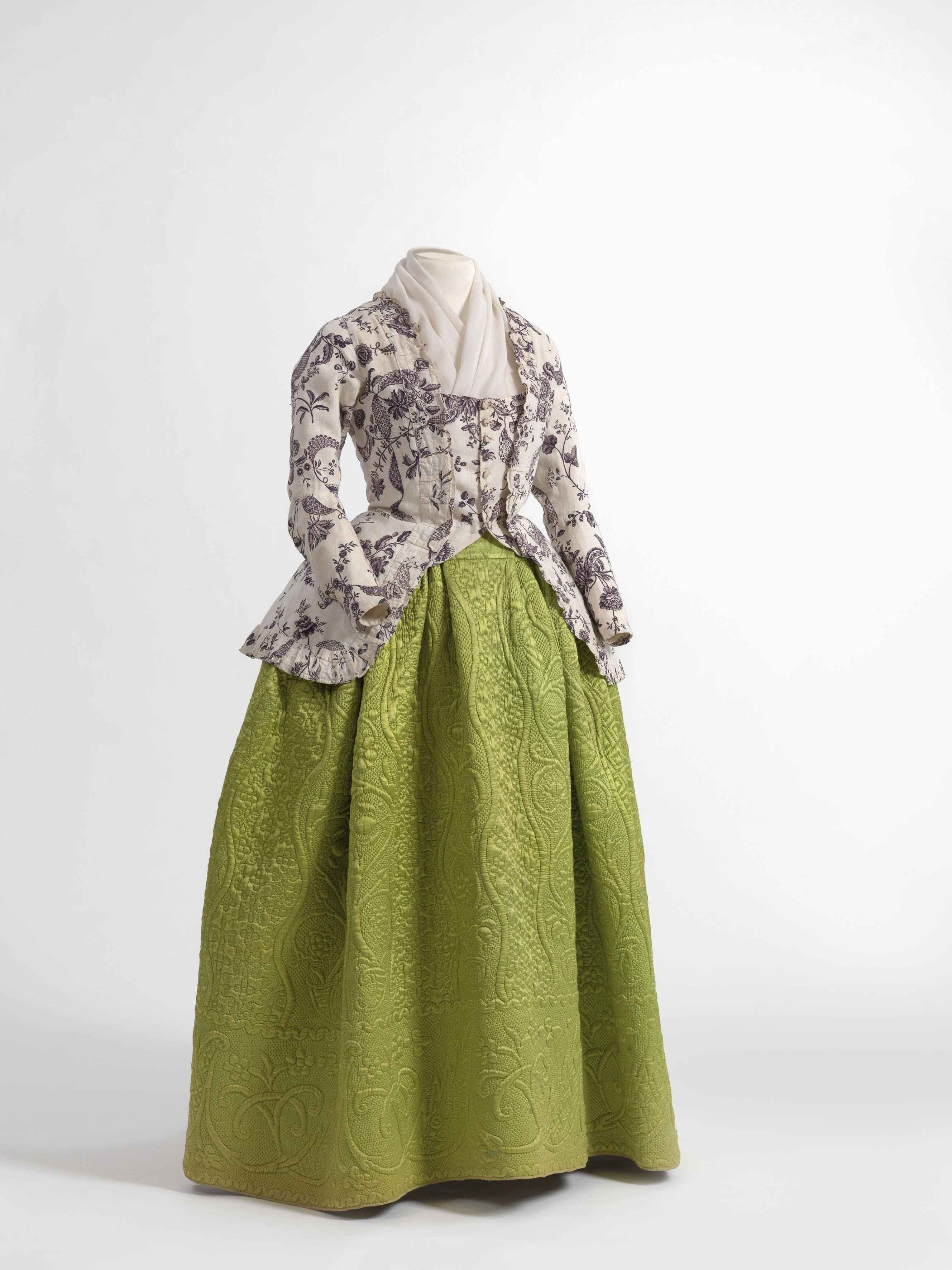
كاراكو سترة من القطن المطبوع والتنورة في الساتان الحرير مبطن ، 1770-1790 ، متحف الأزياء بمقاطعة أنتويرب.
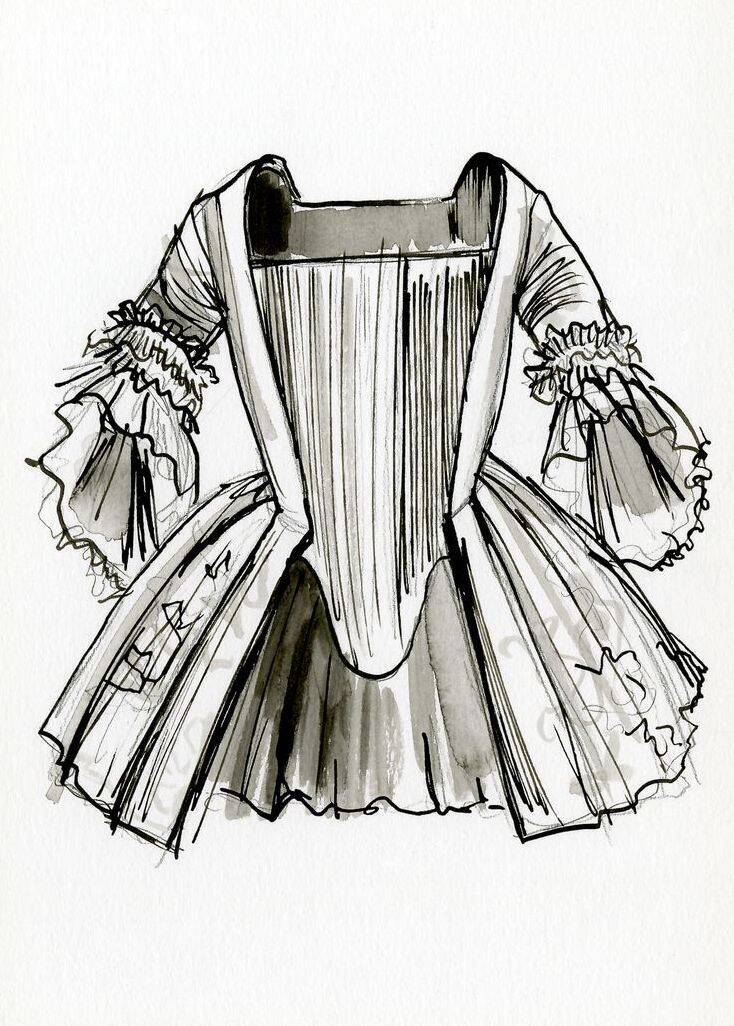
رسم كاراكو، بواسطة ديفيد رينج.

## روابط خارجية
- Caraco ومطابقة ثوب نسائي، متحف فيكتوريا وألبرت، ج. 1770.